# 400 contra 1 - Uma História do Crime Organizado
400 contra 1 - Uma História do Crime Organizado é um filme brasileiro dirigido por Caco Souza. Com estreia em 6 de agosto de 2010, aborda a história do Comando Vermelho, uma das maiores organizações criminosas do Brasil. É estrelado pelo ator Daniel de Oliveira (de Cazuza - O Tempo não Para) e por Daniela Escobar. Foi baseado no livro autobiográfico Quatrocentos contra um - A história do Comando Vermelho de William de Silva Lima.

## Resumo
Um dos grandes articuladores do que se tornaria a facção criminosa Comando Vermelho, William da Silva Lima (Daniel de Oliveira), vai preso e enviado para o presídio de Ilha Grande, onde fica lado a lado com presos políticos. No meio de assaltos e conflitos com a polícia, forma-se um elo de amizade que gera dívidas, fazendo assim os companheiros foragidos retornarem a ilha para libertar seus amigos.

## Elenco
| Ator/Atriz                   | Personagem            |
| ---------------------------- | --------------------- |
| Daniel de Oliveira           | William da Silva Lima |
| Fabrício Boliveira           | Cavanha               |
| Daniela Escobar              | Tereza                |
| Negra Li                     | Geni                  |
| Lui Mendes                   | Maranhão              |
| Augusto Garcia               | Nonô                  |
| Felipe Kannenberg            | Custódio              |
| Branca Messina               | Carmen                |
| Rodrigo Brassoloto           | Neco                  |
| Jonathan Azevedo             | Baiano                |
| Jefferson Brasil             | Biro                  |
| Luiz Bertazzo                | PC                    |
| Luciana Brites               | Nazareth              |
| Sergio Pardal                | Russo                 |
| Anderson Jader               | Pará                  |
| Andy Gerker                  | Catatau               |
| Arno Pruner                  | Gil                   |
| Francisco Carlos de Oliveira | Delegado              |
| Cléber Borges                | Neguinho              |
| Nei Mendes                   | Diretor Olegário      |
| Ed Canedo                    | Zé Lírio              |
| Francisco Pithon             | Zóio                  |
| Gregory Martins              | Luís                  |
| Gerson Delliano              | Ramiro                |
| Hélio Nobrega                | Carcereiro Avião      |
| Tarcísio Alencar             | Dr. Werneck           |
| Ronald Pinheiros             | Pudim                 |
| Paulo Letier                 | Aluísio               |

## Produção
O filme foi gravado no estado do Paraná, especialmente em Curitiba e Piraquara.